# Narasimha

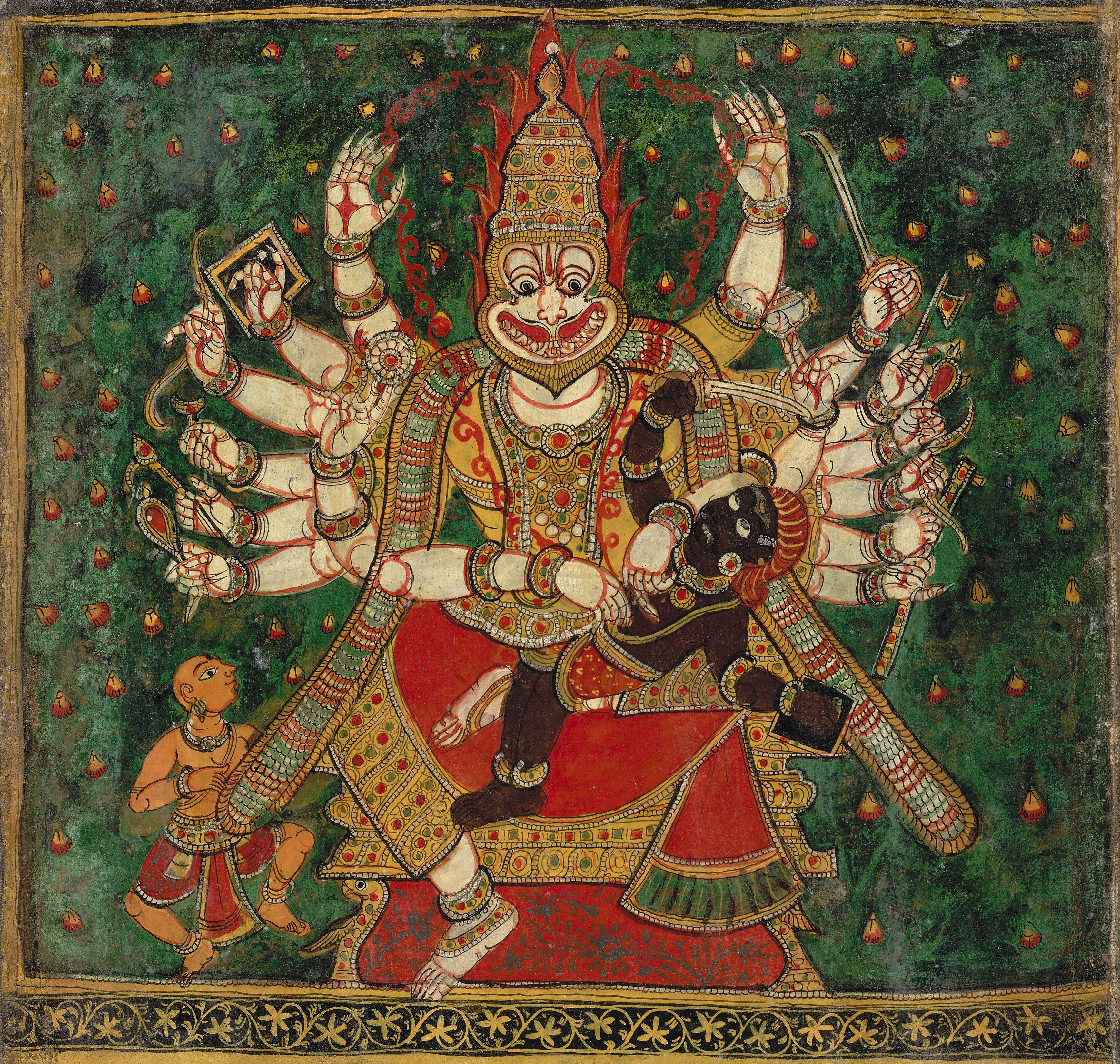
Narasimha

Narasimha (”manlejon”) är i den hinduiska, indiska mytologin en av guden Vishnus inkarnationer.
I en berättelse om Vishnu träder guden fram ur en pelare i Narasimhas gestalt för att bevisa sin allestädes närvaro. Han möter en demonkonung om vilken det sas att han inte kunde dödas av någon gud, människa eller något djur. Vid ett tillfälle när demonkonungens dygdige son tillber Vishnu inför en pelare, frågar fadern om guden finns inuti pelaren. Narasimha träder då fram och sliter sönder demonen.